# Mafekhabl
Mafekhabl - Мафэхабль (rus) - és un aül de la República d'Adiguèsia, a Rússia. Es troba a 15 km al nord de Tulski i a 7 km a l'est de Maikop, prop del naixement del riu Guiagà.
Pertany al municipi de Sévero-Vostótxnie Sadi.